# جون هندرسون جونيور
جون هندرسون جونيور (بالإنجليزية: John Henderson)‏ هو دبلوماسي أمريكي، ولد في 18 فبراير 1870 في مقاطعة بايك في الولايات المتحدة، وتوفي في 4 يناير 1923 في واشنطن العاصمة في الولايات المتحدة.